# Luis Eduardo Falú
Luis Eduardo «Lucho» Falú (Tucumán, 14 de septiembre de 1951 - detenido desaparecido el 14 de septiembre de 1976) fue un estudiante, trabajador y militante de Juventud Peronista. Era hermano de Juan Falú y Ana Falú y sobrino de Eduardo Falú.

## Desaparición
En 1976 fue despedido por el director de la Asociación de Diarios del Interior S.A y uno de los encargados del diario la Gaceta, el político radical José Ignacio García Hamilton. Hamilton le reprocho notas a Falú que investigaba las desapariciones en Tucumán, por lo que García Hamilton decidió censurarlo y luego cesantearlo del diario. Tanto la familia García Hamilton como su periódico La Gaceta  tuvieron una reivindicación permanente del Proceso de Reorganización Nacional, formando parte de un grupo de periodistas más comprometidos con la línea editorial favorables al régimen militar, entre ellos Enrique Bugatti, que culminó su carrera en el diario Clarín, José Claudio Escribano, actual editorialista del diario La Nación. Ángel Anaya, Joaquín Morales Solá, entre otros. Tanto familia García Hamilton y su diario La Gaceta mantuvieron una afinidad ideológica y económica con Domingo Antonio Bussi,
“Lucho” Falú fue secuestrado y desaparecido el 14 de septiembre de 1976, el mismo día en que cumplía 25 años. Algo más de un mes después dos agentes del Servicio de Inteligencia, quienes lo amenazaron concretamente: “Hacé una lista con los nombres de esos zurditos amigos tuyos”, le dijeron, según contó después a un familiar.
Como Falú se negó, lo secuestraron a 50 metros de su casa, al mediodía, cuando volvía de su trabajo en Gas del Estado. Ese caso formó parte del juicio por crímenes de lesa humanidad en la Jefatura de Policía y la Compañía de Arsenales Miguel de Azcuénaga.
En esas causas, que engloban a más de 200 víctimas, están imputados 41 personas, entre exmilitares, expolicías y ex gendarmes, dos civiles y un sacerdote.

## Investigación
Un gendarme testigo de la Megacausa sobre delitos de la dictadura en Tucumán, contó que los prisioneros ignoraban lo que les iba a pasar al momento de la ejecución. De noche, vendados los ojos y maniatados, una decena por vez eran llevados a pie hasta las fosas, rellenas con cubiertas viejas, aceite de motores usado y gasoil. A la luz de linternas y faroles, se los hacía arrodillar en el borde y detrás de cada uno se paraban oficiales que les pegaban un tiro en la cabeza. No hacía falta rematarlos ya que luego las fosas se incendiaban.
Así era, en 1976 y 1977, el fin de los prisioneros del Arsenal Miguel de Azcuénaga y de otras cárceles clandestinas de Tucumán a quienes se llevaba en camiones del Ejército para ser también asesinados allí. De las ejecuciones participaba en ellas el general Antonio Bussi, entonces comandante de la Quinta Brigada de Infantería y gobernador de facto de Tucumán, y otros altos oficiales. Desde unos 6 o 7 metros de distancia, el testigo vio como Bussi mató de esa manera a Luis Falú. Este le había dicho su nombre en una ocasión en que fueron juntos a recoger leña y se le grabó por el hecho de que era sobrino del folclorista Eduardo Falú.
En julio de 2016, el Equipo Argentino de Antropología Forense identificó los restos de Falú, en el Pozo de Vargas. “Para nosotros es una noticia reparadora”, dijo su hermano Juan Falú. Su madre Esther, de 99 años, murió pocos días después.

## Homenajes
El 21 de marzo de 2016 la Universidad de Tucumán lo homenajeó con una serie de actos que incluían la donación de sus libros por parte de la familia.